# Thomas John Ley

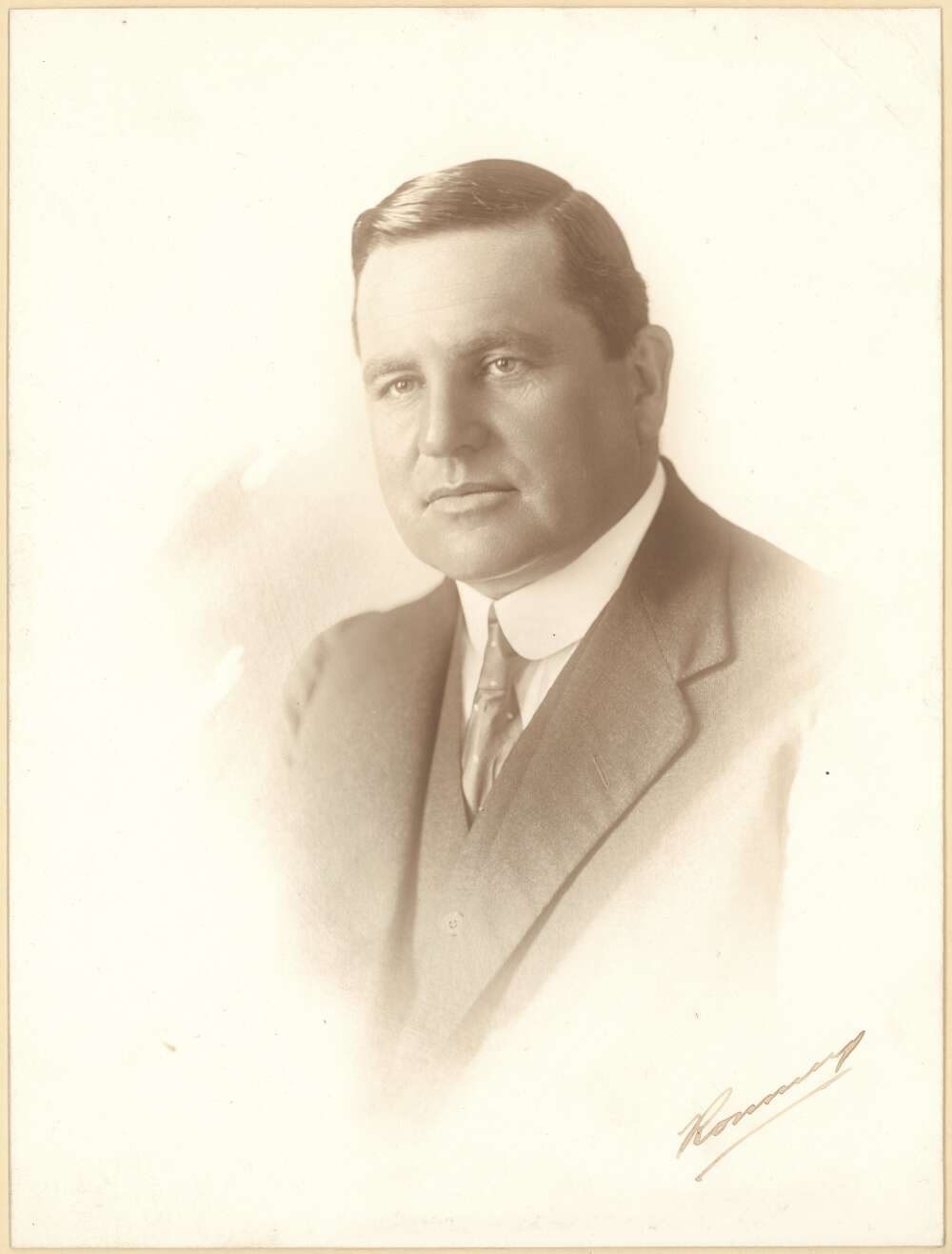
Thomas John Ley

Thomas John Ley (* 28. Oktober 1880 in Bath; † 29. Juli 1947 in Crowthorne, Berkshire) war ein australischer Rechtsanwalt, Politiker, Geschäftsmann und Mörder. Ley war Abgeordneter im Unterhaus des Staates New South Wales, Justizminister von New South Wales und Abgeordneter im Australischen Repräsentantenhaus.

## Jugend und Ausbildung
Thomas Ley wurde als Sohn des Butlers Henry Ley und dessen Ehefrau Elizabeth, geborene Bryant, geboren. Bereits 1882 starb sein Vater. Seine Mutter wanderte mit ihm, seinen drei Geschwistern und seiner Großmutter nach Sydney in Australien aus. Früh musste er Geld verdienen, zunächst als Boten- und Zeitungsjunge. Seine schulische Ausbildung an der Crown Street Public School endete, als er zehn war. Er wurde aus der Schule genommen, um im Lebensmittelgeschäft zu helfen, das seine Mutter erworben hatte. Später betätigte er sich auf einer Milchfarm in der Nähe von Windsor in New South Wales. Während er sich in Windsor aufhielt, entdeckte Ley das Interesse an der Jurisprudenz für sich und bildete sich selbst fort.

## Berufliche Karriere
Mit vierzehn erhielt er eine Stelle als Stenograph in einer Rechtsanwaltskanzlei. Ab 1896 besuchte er dann die Sydney Mechanics’ School of Arts. Am 16. Juni 1898 heiratete Thomas Ley Emily Lewise „Louisa“ Stone Vernon, die Tochter eines angesehenen und vermögenden Arztes. 1901 wechselte er in die Kanzlei Norton, Smith & Co. 1914 wurde er als Solictor zugelassen. Während er im Repräsentantenhaus Australiens saß, begründete er mit zwei Partnern 1925 die Kanzlei Ley, Andrews & Co. Die Kanzlei engagierte sich in Unternehmen, unter anderem an der S.O.S. Prickly Pear Poisons Ltd. und der Australasian Oil Fields Ltd. 1927 kam es zu Untersuchungen wegen erheblicher Unregelmäßigkeiten bei diesen beiden Unternehmen. Vorwürfe wurden vor allem gegen seine Partner Harry Andrews und Hyman Goldstein erhoben. Während sich Ley als Delegierter Australiens beim Völkerbund in Genf aufhielt, wurde Goldstein im September 1928 am Fuße der Klippen von Coogee tot aufgefunden.
Nach dem Ende der politischen Karriere verließ Ley Australien in Richtung Vereinigtes Königreich, wo er sich niederließ. In Großbritannien war er in verschiedene zweifelhafte Geschäfte involviert, so unter anderem bei einem Wettspiel über eine Million £, die allerdings nicht ausgezahlt wurden. Hinzu traten zweifelhafte Grundstücksgeschäfte und Betätigung auf dem Schwarzmarkt während des Zweiten Weltkrieges.
Im März 1947 wurde er für den Mord an  John McBain Mudie (Chalkpit Murder) verurteilt. Ley hatte das Opfer im Verdacht gehabt eine Affäre mit seiner Geliebten gehabt zu haben. Die verhängte Todesstrafe wurde abgemildert und Ley starb am 24. Juli 1947 im Broadmoor Criminal Lunatic Asylum in Crowthorne, Berkshire.

## Politik

### Kommunalpolitik
1907 zog das Ehepaar Ley in den Vorort Hurstville, wo Ley begann, sich politisch zu betätigen, und nach fünf Monaten in den Gemeinderat gewählt wurde. Er engagierte sich in der lokalen Vereinigung der Grundbesitzer und in protestantischen Organisationen wie der Presbyterian Debating Society. Ley stand politisch für die Abstinenzbewegung und die Einführung der Prohibition ein. Durch sein Engagement für die Abstinenz vom Alkohol erwarb er sich den Spitznamen „Lemonade Ley“.

### Politiker in New South Wales
Nachdem Ley mehrfach erfolglos als Bürgermeister kandidiert hatte, wandte er sich ab 1911 der Politik des Bundesstaates New South Wales zu. Als Kandidat der Nationalist Party of Australia und Vertreter des Gedankens der Wehrpflicht wurde Ley im März 1917 in die Volksvertretung des Bundesstaates New South Wales für den Wahlbezirk Hurstville gewählt. Er vertrat innerhalb seiner Partei die Forderung nach der Einführung des Verhältniswahlrechts. Er stand damit im Gegensatz zum Parteiführer William Arthur Holman. Ley trat als einer der ersten Politiker der Nationalisten zur Progressive Party (deren Mitglieder später in die Country Party übertraten) über. 1920 wurde er diesmal im Bezirk St. George für die Progressiven erneut in das Parlament gewählt. Im Dezember 1921 wurde er im Sieben-Stunden-Kabinett von George Fuller kurz Minister für öffentliche Beschäftigung, Arbeit und Industrie. Nachdem die Regierungsübernahme bereits nach sieben Stunden gescheitert war, kehrten zahlreiche Progressive zu den Nationalen zurück. So wurde Ley 1922 für die Nationalist Party wiedergewählt.
In der erneuten Regierung Fullers war Ley dann von 1922 bis 1925 Justizminister von New South Wales. In der Zeit als Minister verlor er Rückhalt bei der Abstinenzbewegung, da er eine angestrebte Volksabstimmung zur Einführung der Prohibition verzögerte. Die Ablehnung, einen wegen Mordes an den eigenen Töchtern zum Tode verurteilten Lehrer zu einer Freiheitsstrafe zu begnadigen, führte zu starker Ablehnung in der Bevölkerung. Er wurde 1925 wiedergewählt, gehörte aber nun der Opposition an. Im September 1925 trat er zurück, um auf Bundesebene zu kandidieren.

### Bundespolitiker
Bei der Wahl zum Repräsentantenhaus war Thomas Leys Hauptwidersacher im Wahlkreis Barton der Labour-Kandidat Frederick McDonald. Dieser warf Ley während des Wahlkampfes vor, dass er versucht habe, ihn zu bestechen, von der Kandidatur zurückzutreten. Ley wies die Anschuldigungen zurück und wurde gewählt. McDonald versuchte die Wahl annullieren zu lassen, das Verfahren wurde ergebnislos beendet, nachdem McDonald unter ungeklärten Umständen am 15. April 1926 verschwand. Die Hoffnung Leys auf einen Ministerposten in der australischen Regierung erfüllten sich nicht. Während der Legislaturperiode wurden Umstände bekannt, die Zweifel an Leys geschäftlichen Tätigkeiten nährten.